# Danaholmen
Danaholmen är en ö som ligger utanför Göta älvs mynning i Göteborg. Den ligger i Danafjorden som nordligaste ön i Göteborgs södra skärgård. Storleken är cirka 100 x 150 m. Den är annorlunda än de intilliggande öarna eftersom den är gräsbevuxen samt består av grus och morän och inte klippor som de andra. Ön är del av ett fågelskyddsområde tillsammans med Klåveskär, Vasskären och Harstensbådan.
På Danaholmen finns fyra fornlämningar, i form av tre äldre sjömärken och en ödekyrkogård.

## Historik
Ön omnämns för första gången, i handskriften KB B 59 med Äldre Västgötalagen från 1280-talet, som Danæ holmbær, dvs. ”danernas holme”. Under 1600-talet kallades ön Danmark eller Danmark lilla. Det senare namnet förvanskades till Danska liljan, och så hette ön fram till andra hälften av 1900-talet, då namnet Danaholmen åter kom i bruk. 
Efter att en gränsläggning mellan Danmark och Sverige har beskrivits med de två kungarna, de deltagande tolv männen från skilda landskap och platserna för sex satta gränsstenar (även kallad Landamäre 1) följer: 
”Danaholmen är delad i tre lotter. En lott äger Uppsalakungen, en annan äger danskarnas kung, en tredje äger Norges kung.”  Efter Lindquist (1941) har uppfattningen varit att dessa meningar bör höra samman med en mera detaljrik lista som återfinns längre fram i handskriften. Denna lista förtecknar drygt etthundra platser som markerar gränserna runt Västergötland och Dalsland med början i Danaholmen.
En uppfattning är att tredelningen beslöts på det trekungamöte som troligen hölls i Kungahälla (nuvarande Kungälv) år 1101.  
Å andra sidan anses det ofta att under vikingatiden sträckte sig Västergötland och Sverige inte längre nedför Göta älv än till Nödinge och att det var först under 1200-talets första del som Utlanden, dvs. häraderna Vättle, Sävedal och Askim samt en del av Hisingen lades till Sverige, som därmed nådde fram till Västerhavet.  Detta talar för att Danaholmens tredelning inte bör ha skett förrän efter denna förändring. Dock har Olsson visat att Danaholmen saknas i Kung Valdemar jordeboks lista över Hallands gräns (1231), vilket antyder att Danaholmen saknar relevans som gränsmärke mellan Sverige och Danmark och redan då helt kan ha tillhört Sverige.
Uppfattningen att de tre nordiska kungarna skulle ha gått iland på den lilla holmen på tiohundratalet och ingått ett gränsavtal, ”Danaholmsfördraget”, anses numera grunda sig på ett missförstånd. De tre kungarna träffades visserligen regelbundet på olika platser vid Göta älvs mynning under niohundra- och tiohundratalen,  
men det finns ingenting som tyder på att de någonsin skulle ha gått i land på den lilla Danaholmen. Det åsyftade gränsavtalet, Landamäri,  ingicks bara mellan den svenske och den danske kungen.